# Ruben A.
Ruben Alfredo Andresen Leitão (né le 26 mai 1920 à Lisbonne et mort le 23 septembre 1975 à Londres) est un écrivain, romancier, essayiste, historien et critique littéraire portugais, qui signait ses écrits sous le pseudonyme Ruben A..

## Œuvres principales
- La Tour de Barbela (A torre da Barbela, 1964)
- Kaos (posthume)